# Greek Memorial (Dhaka)

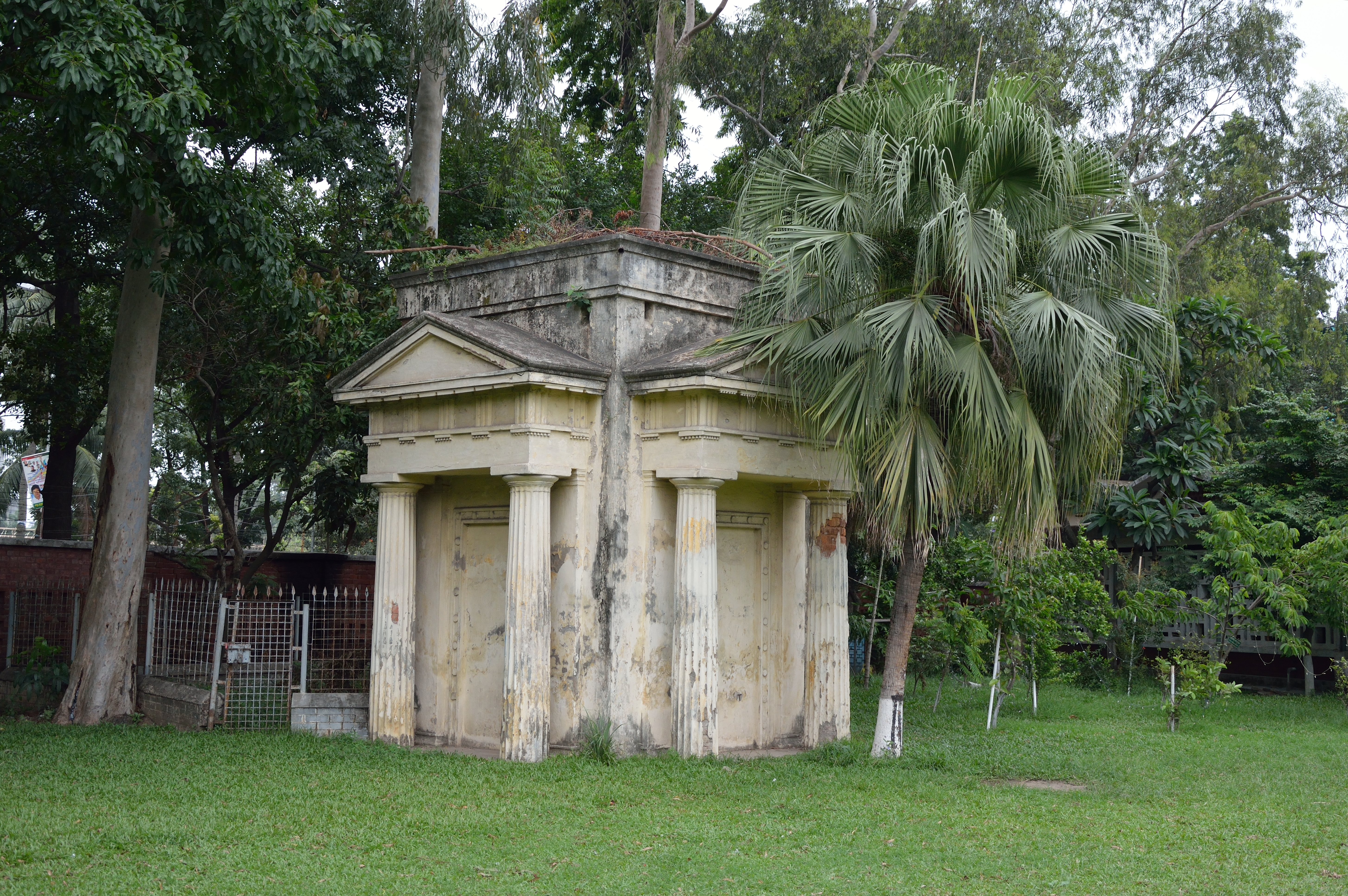
Greek Memorial an der Universität Dhaka.

Das Greek Memorial ist ein Denkmal für verstorbene Griechen in Dhaka, in Bangladesch. Das Tempelchen steht auf dem Gelände des heutigen Teacher-Student Centre (TSC Complex) der University of Dhaka. Griechen gehörten zu den letzten der europäischen Händlern, die im 18. Jahrhundert nach Bangladesch kamen. Für die Verstorbenen haben Landsleute das Denkmal errichtet.

## Architektur
Das Greek Memorial wurde im Jahr 1900 errichtet und hat die Gestalt eines Griechischen Tempels. Es ist quadratisch mit vorspringenden Portikus auf jeder Seite, so dass der Grundriss annähernd die Form eines Kreuzes hat. Die Portikus bestehen aus jeweils zwei dorischen kannelierten Säulen, welche die Türstürze und jeweils einen dreieckigen Abschluss tragen. Über dem östlichen Portikus ist eine Inschrift angebracht.
Das Gebäude besteht aus gelblichem Stein. Es steht auf einem Grundstück der Griechischen Gemeinschaft. Das Gelände gehört heute zum Teacher-Student Centre (TSC) der Universität. Das Gebäude steht allein an der Hauptstraße Shahbagh Avenue gegenüber des Ramna Race Course. Südlich davon ist das Atomic Research Centre und nördlich ein Student’s Centre. Es gilt als das einzige derartige Gebäude außerhalb von Griechenland.

## Geschichte

Front des Greek Memorial.

In der katholischen Our Lady of the Rosary Cathedral von Kalkutta ist die Präsenz von Griechen durch Inschriften für zwei griechische Händler in den lateinischen Memorial Tablets belegt. Die beiden starben in Kalkutta 1713 und 1726. Sie werden als die frühesten Griechen auf dem Indischen Subkontinent angesehen. Griechen kamen gewöhnlich auf dem Landweg durch Persien und Afghanistan, oder über den Seeweg durch das Rote Meer und den Indischen Ozean. Die Griechen siedelten sich in Kalkutta und in Dhaka an. Zwischen 1770 und 1800 gab es ca. 200 Griechen in Dhaka und in Narayanganj. 1780 wurde die erste Griechisch-orthodoxe Kirche in Kalkutta gebaut, was auf eine relativ große und wohlhabende griechische Gemeinde schließen lässt.
Die meisten Griechen in Dhaka waren Händler, hauptsächlich für Jute und Salz. Irgendwann in der Mitte des 19. Jahrhunderts brach das Geschäft zusammen. Im letzten Viertel des 19. Jahrhunderts wurde das Denkmal in Ramna von der griechischen Londoner Firma der Brüder Rallis errichtet. Historiker datieren das Gebäude auf ca. 1815, da es auf Initiative des Priesters JM MacDonald der St. Thomas Church errichtet wurde.

## Gedenkinschriften
An den Wänden im Inneren sind neun Inschriften auf schwarzem Stein angebracht und eine weitere liegt zerbrochen auf dem Boden. Dieser Stein gehört zu Sultana Alexander († 6. Februar 1800). Ein Stein trägt die Namen der drei Ellias-Brüder. John Demetrius Ellias († 1836), einer der Brüder, wurde von einem Tiger getötet bei der Jagd in Mirpur, 25 mi entfernt. Basil Demetrius, der griechische Clerk (Beamte) der St. Thomas Church, wurde ebenfalls dort bestattet. Neben seiner Tätigkeit in der Kirche war er 10 Jahre lang Writing Master (Schreiber) und Lehrer am Dhaka College. Er starb 1860.
Helen Abadzi, eine griechische Mitarbeiterin der Weltbank erstellte eine Liste der Inschriften, die im Folgenden aufgelistet werden:
Die Inschrift in klassischem Griechisch lautet:
Neun Plaketten tragen Inschriften in Griechisch, Englisch, oder manchmal in beiden Sprachen. Gegen den Uhrzeigersinn gelesen lauten sie:
Gravestone 1 (Griechisch und Englisch):

Here lies Sultana, Wife of Alexander Kyniakos Philippou Politou: 1800; 25 January paid the common debt in Dacca.

(Hier liegt Sultana, Frau des Alexander (Sohn des) Kyniakos Philippos Politos: 1800; 25. Januar (Julianischer Kalender) sie zahlte Steuern in Dacca.)
Under this stone are deposited the mortal remains of Mrs. Sultana Alexander, who departed the life Tuesday 6 February 1800: aged 34 years.

(Unter diesen Stein sind die sterblichen Überreste von Mrs. Sultana Alexander gelegt, welche am Dienstag, 6. Februar 1800 aus dem Leben schied: sie war 34 Jahre alt.)
Gravestone 2 (Griechisch):

Here lies the late Theodosia, wife of Theodore George Philippou Politou, 1805, 10 April, paid common debt in Dacca may her memory be everlasting.

(Hier liegt die ehemalige Theodosia, Frau von Theodoros (Sohn des) Georgos Philippos Politos, 1805, 10. April, sie zahlte Steuer in Dacca, möge ihr Andenken ewig währen.)
Gravestone 3 (Englisch)

To the memory: Mrs. Madalene and Sohia Jordan: also to that their husband, Mr. Joseph Jordan of Cesareah: merchant of Narayangonj. The latter departed this life 10 February 1819; aged about 60 years. This monument is created as a tribute of affection to their memory by their afflicted orphan children.

(Zur Erinnerung an: Mrs. Madalene und Sophia Jordan: auch zur Erinnerung an ihren Ehemann, Mr. Joseph Jordan aus Cesarea: Händler aus Narayangonj. Der Letztere starb am 10. Februar 1819; im Alter von 60 Jahren. Dieses Denkmal ist geschaffen als Andenken für ihre Erinnerung von ihren betrübten Waisenkindern.)
Gravestone 4 (Englisches Gedicht in Urdu mit lateinischen Buchstaben)

To the memory of Nicholas Demetrius Elias, elder son Demetrius Elias esp. Died 5 March 1843: aged 46 years Mrs. Desired

(Zur Erinnerung an Nicholas Demetrius Elias, älterer Sohn von Demetrius Elias Esp. Verstorben am 5. März 1843: im Alter von 46 Jahren. Mrs. Desiree.)

Dunia ke jo meza hain (whatever joys in the world) – Welche Freuden in der Welt sind

Haryiz kam na honge (may never be fewer) – Es möge niemals weniger sein

Charcha ahe rahega (the discussion will happen here) – Das Gespräch wird sich hier ereignen

Afsos hai ham na honge (unfortunately I will not exist) – Leider werde ich nicht da sein.

## Erhaltung
Das Gebäude wurde 1997 auf Kosten der Regierung von Griechenland (Κυβέρνηση της Ελλάδας) durch eine Initiative von Botschafter Constantinos Ailianos und Zusammenarbeit mit dem damaligen Vizekanzler der Universität Dhaka, A. K. Azad Chowdhury, erneuert.